# Schlierseespitz
Der Schlierseespitz ist ein Gratgipfel im Nordwestgrat des Brecherspitz, welcher oberhalb von Fischbach-Neuhausen beim Schliersee endet. Im weiteren Gratverlauf folgen tiefer gelegen Dürnbachwand und Ankelspitz. Es führen keine ausgezeichneten Wege auf den Grat und Gipfel.